# Шарлотсвил (Вирџинија)
Шарлотсвил (енгл. Charlottesville) град је у америчкој савезној држави Вирџинија. По попису становништва из 2010. у њему је живело 43.475 становника.

## Демографија
Према попису становништва из 2010. у граду је живело 43.475 становника, што је 1.574 (3,5%) становника мање него 2000. године.
| Група             | 2000.          | 2010.          |
| Белци             | 30.825 (68,4%) | 28.827 (66,3%) |
| Афроамериканци    | 10.009 (22,2%) | 8.437 (19,4%)  |
| Азијати           | 2.223 (4,9%)   | 2.771 (6,4%)   |
| Хиспаноамериканци | 1.102 (2,4%)   | 2.223 (5,1%)   |
| Укупно            | 45.049         | 43.475         |